# Holt-tenger
A Holt-tenger (héberül ים המלח kiejtéseⓘ, ami a. m. Sós tenger; arabul البحر الميت kiejtéseⓘ) lefolyástalan tó Izrael, Palesztina és Jordánia határán. Vizében igen magas a só koncentrációja. A nagy kiterjedésű tó a turizmus kedvelt célpontja.

## Nevei
Nevét onnan kapta, hogy a magas sókoncentráció miatt nem élnek meg magasabb rendű élőlények benne. A Holt-tenger kb. nyolcszor annyi sót tartalmaz, mint az óceánok vize.
A Biblia a Puszta tengerének is nevezi élettelen, sivár környezete miatt, továbbá Sós-tengernek, a nagy mennyiségű sótartalma miatt.
Az ókori görögök és rómaiak Aszfalt-tónak hívták, mert felületén szurokdarabok úszkálnak.
Az arabok Lót emlékére Bahr Lut-nak – Lót tavának – nevezik, a középkori iratok pedig az Ördög tengerének (Mare Diaboli).

## Földrajz
A Jordán-árokban található Földünk legmélyebb szárazföldi pontja. A víz tükre kb. 420 m-rel, a tófenék 795 m-rel van a földrajzi tengerszint alatt.
A víz színe közelről eléggé tiszta, átlátszó, távolról sötétkék.
Bár a tóba ömlik a Jordán folyó, vízszintje folyamatosan csökken az erős vízkivétel miatt, ezért a tóba egyre kevesebb víz érkezik. A csökkenő vízutánpótlás miatt a tó kettészakadt, a mélyebben fekvő északi rész mellett a déli medence fokozatosan kiszárad.
Az északi medence hossza mintegy 50 km, maximális szélessége kb. 15 km.
A tó vize erősen párolog, amit a völgykatlanban uralkodó tropikus hőség okoz. Ezért felszíne majdnem állandó ködrétegben lebeg, a túlsó partot csak gyengén lehet kivenni.

### Partja
Partvidéke kevés kivétellel kopár sivatag és terméketlen. Csak ahol a hegyekből lefutó patakok – a keleti oldalon az Arnon, a nyugati oldalon pedig a Kedron – ömlenek bele, terem tropikus növényzet.
Északi csúcsán folyik bele a Jordán folyó. Északnyugati sarkán található Kumrán (Qumran) régészeti lelőhely, az ókori esszénusok egyik csoportjának központja. Az 1947-ben itt felfedezett kumráni iratok tették világhíressé. Itt található a Kumráni Nemzeti Park.
A nyugati parton továbbmenve dél felé, Én-Gedi kibucát és oázisát találjuk. A terület már az ősidőkben lakott volt, 1950 körül újraalapították.
Tovább délnek, a Holt-tenger északi medencéjének déli csúcsával egy vonalban, a főúttól pár km-re nyugatra találjuk Masszáda erődjét. Iosephus Flavius ókori írótól tudjuk Masszáda tragikus történetének részleteit.
Masszáda mellett az út tovább vezet délnek. 
A déli medence nyugati partján található Ein Bokek üdülőközpont, majd innen délebbre Neve Zohar apró települése. Innen vagy dél, Eilat felé, vagy ÉNy-nak, Arad és Beér-Seva felé mehetünk tovább.
A Holt tenger DNy-i részén van Szedom (סדום , Szodoma). A 12 km hosszú, 2–3 km széles területen bizarr formájú sótömegeket láthatunk. A népi képzelet ezek között felismerte Lót feleségét is, aki "sóbálvánnyá" változott, mert az angyal parancsa ellenére hátratekintett.
A régi idők embere nagy kataklizma emlékét őrizte meg a Szodoma és Gomora pusztulásáról szóló történetben. Az archeológusok nem találták meg ezeknek a városoknak a helyét. A kihalt vidék, a források kénes kigőzölgése sajátos keretet ad a bibliai elbeszélésnek, amely Isten büntetéséről szól. Ma ez a vidék fontos ipari hely (Dead Sea Works): a Holt-tenger vizéből ásványi anyagokat vonnak ki (bróm, kálium, magnézium).

## Galéria

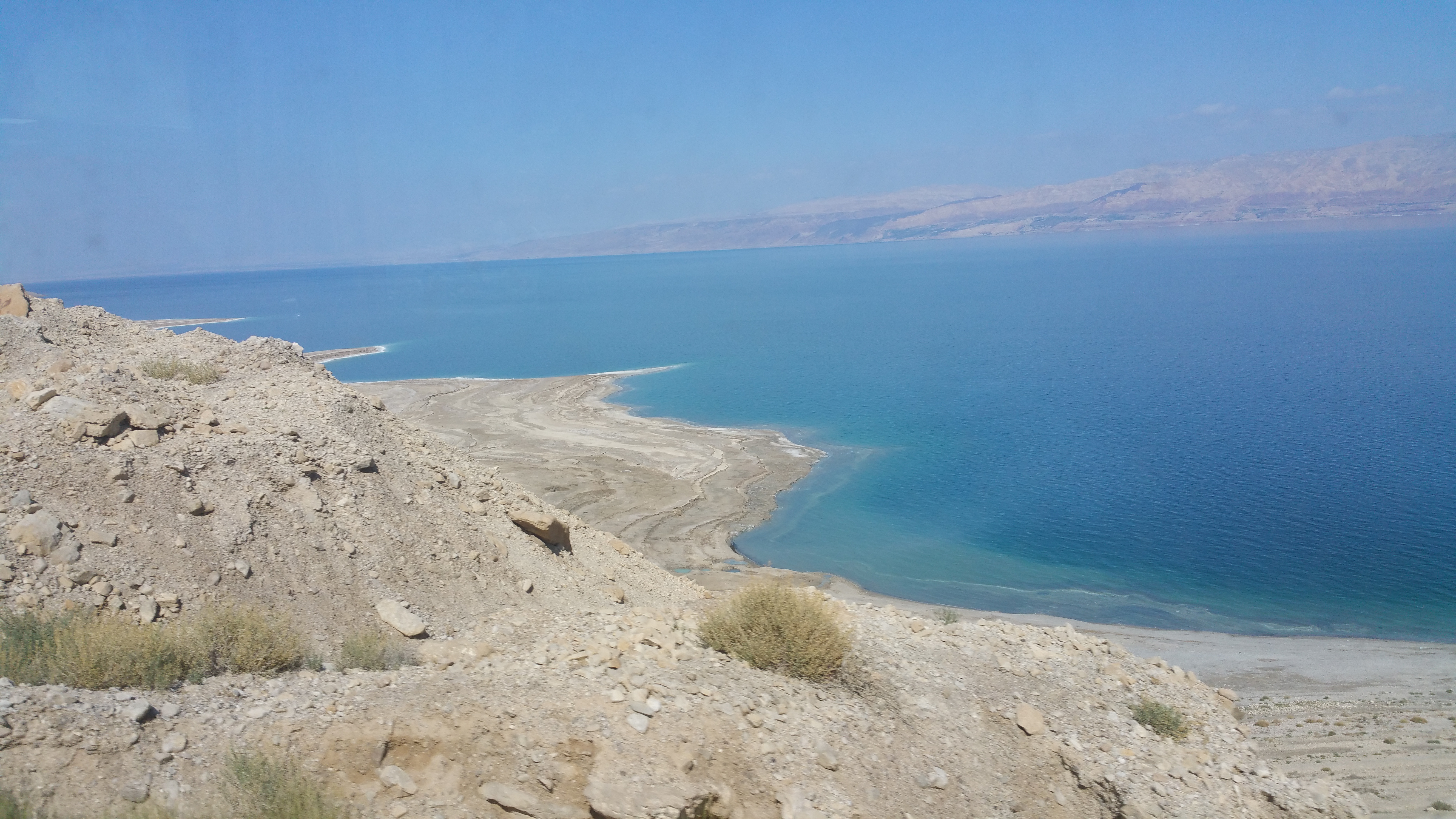
A Holt-tenger
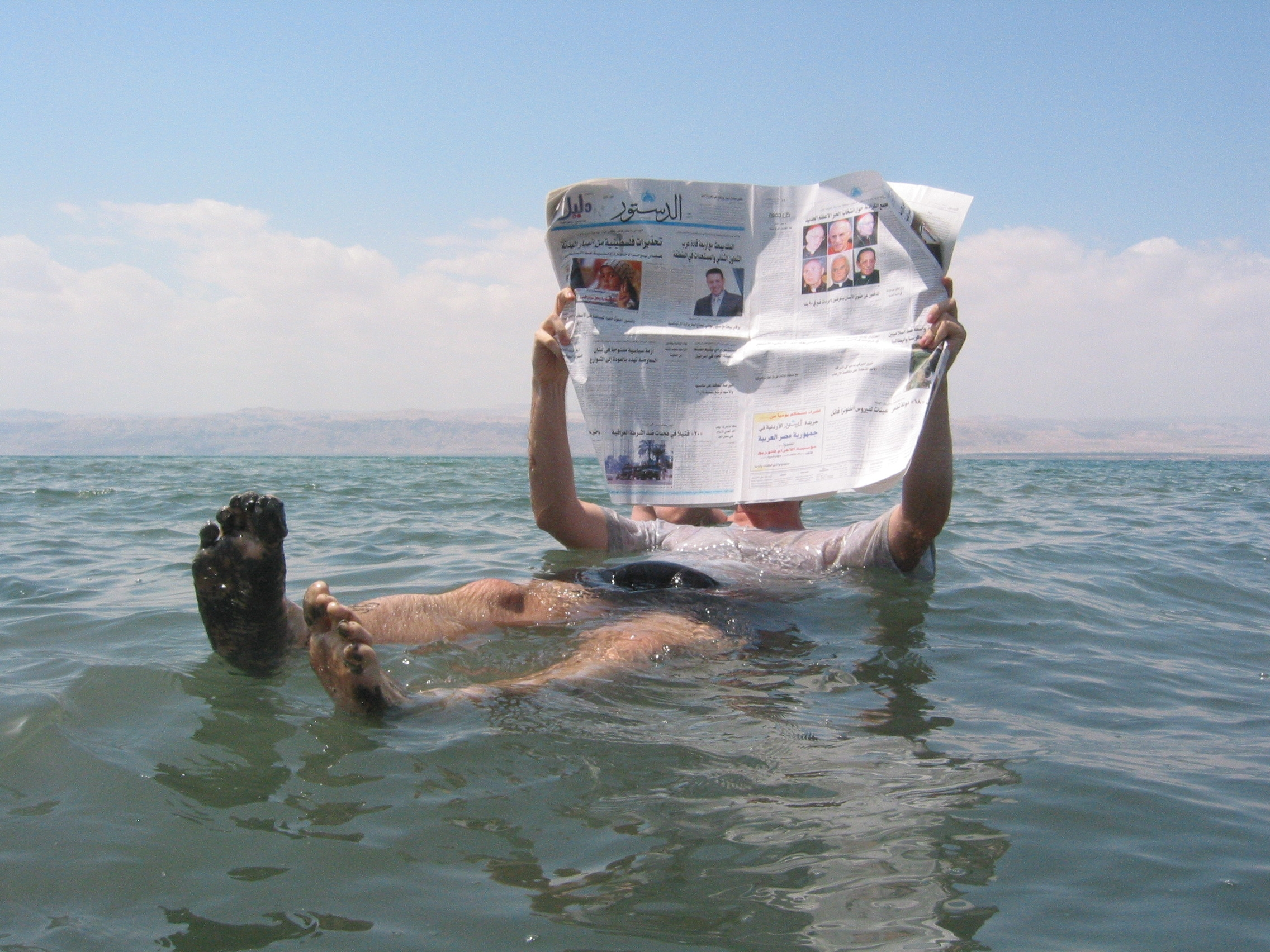
Vize annyira sűrű, hogy az emberi test lebeg a felszínén
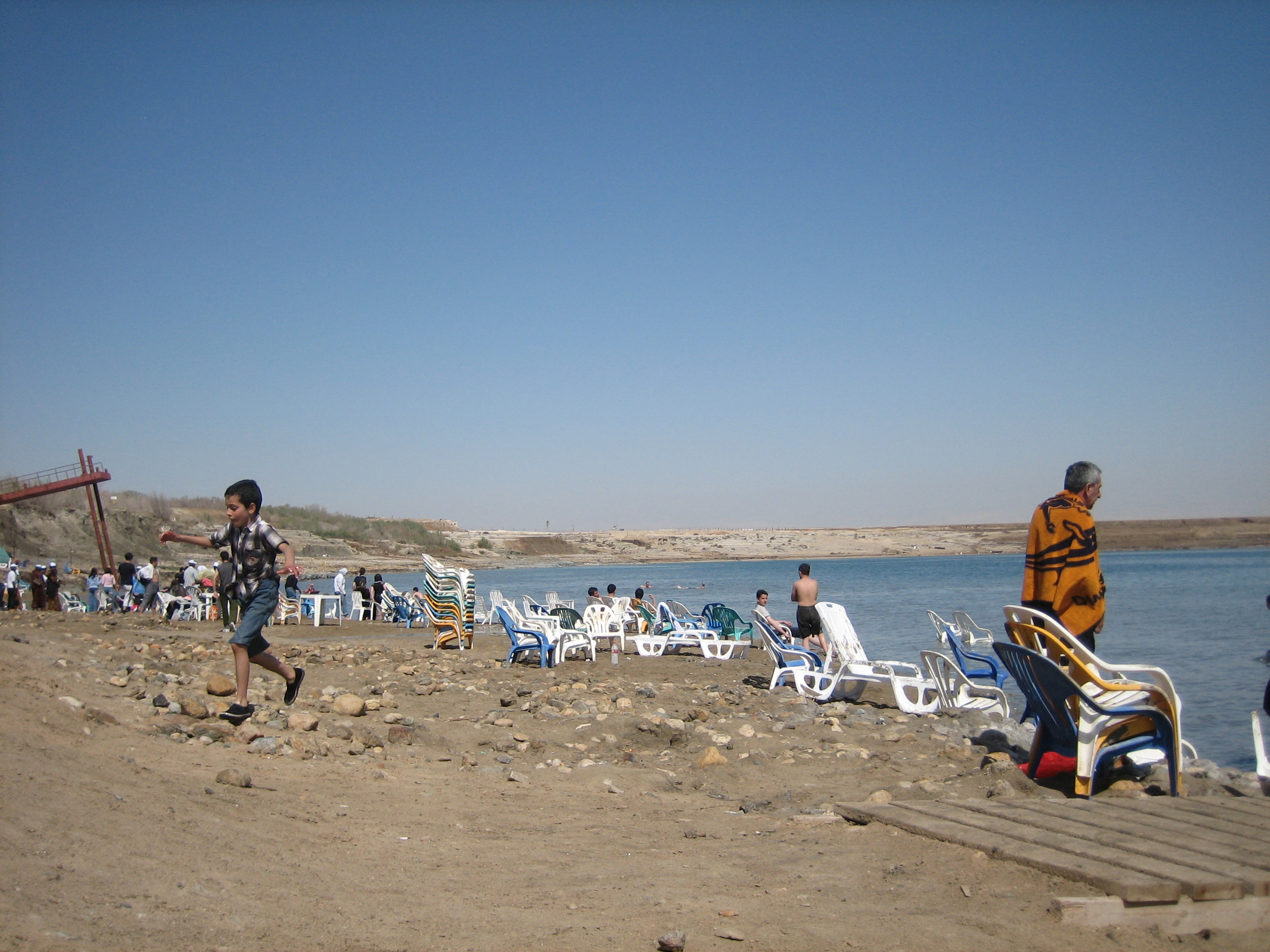
Strand a tó partján
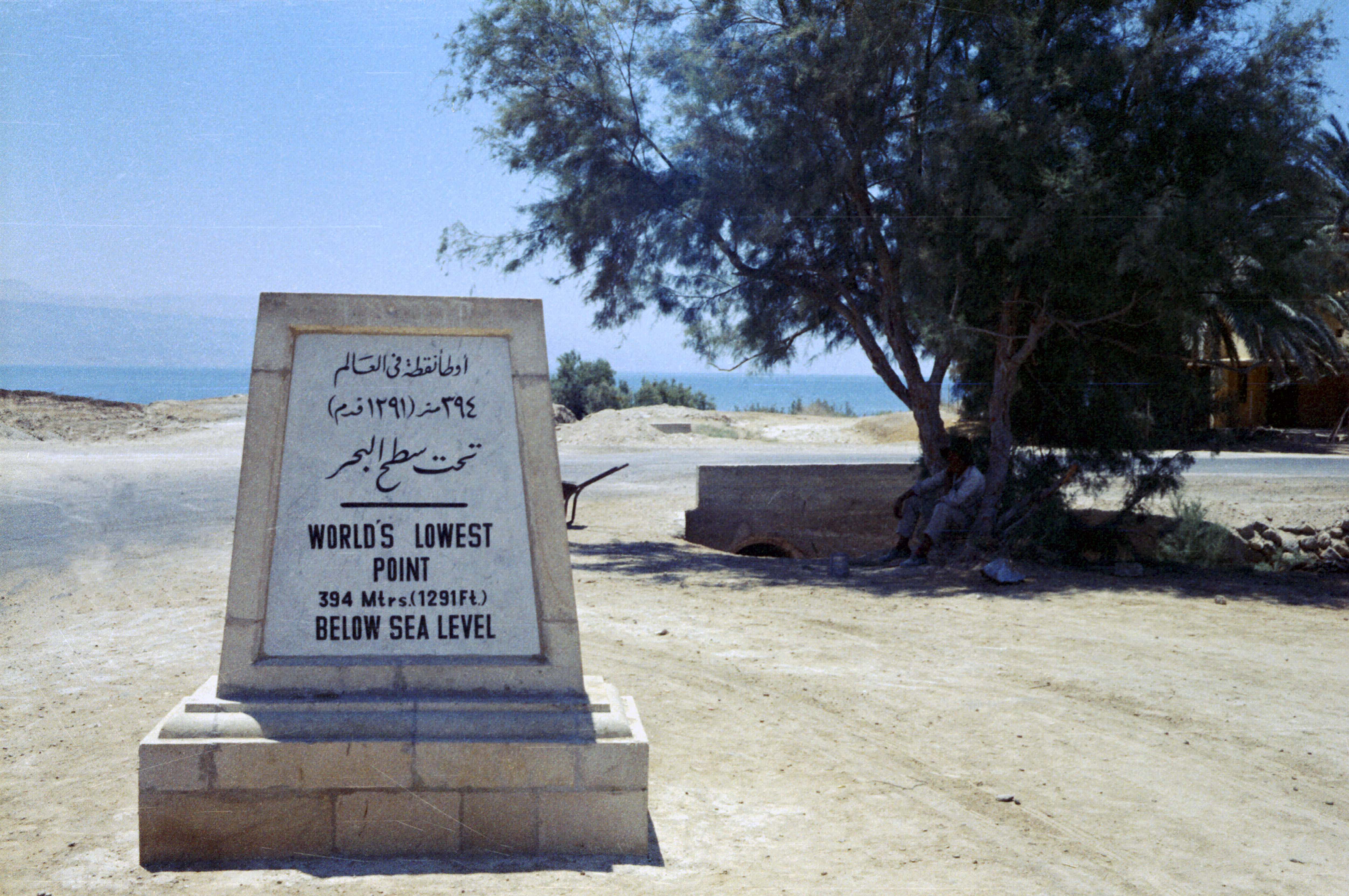
Itt található a világ legmélyebb szárazföldi pontja
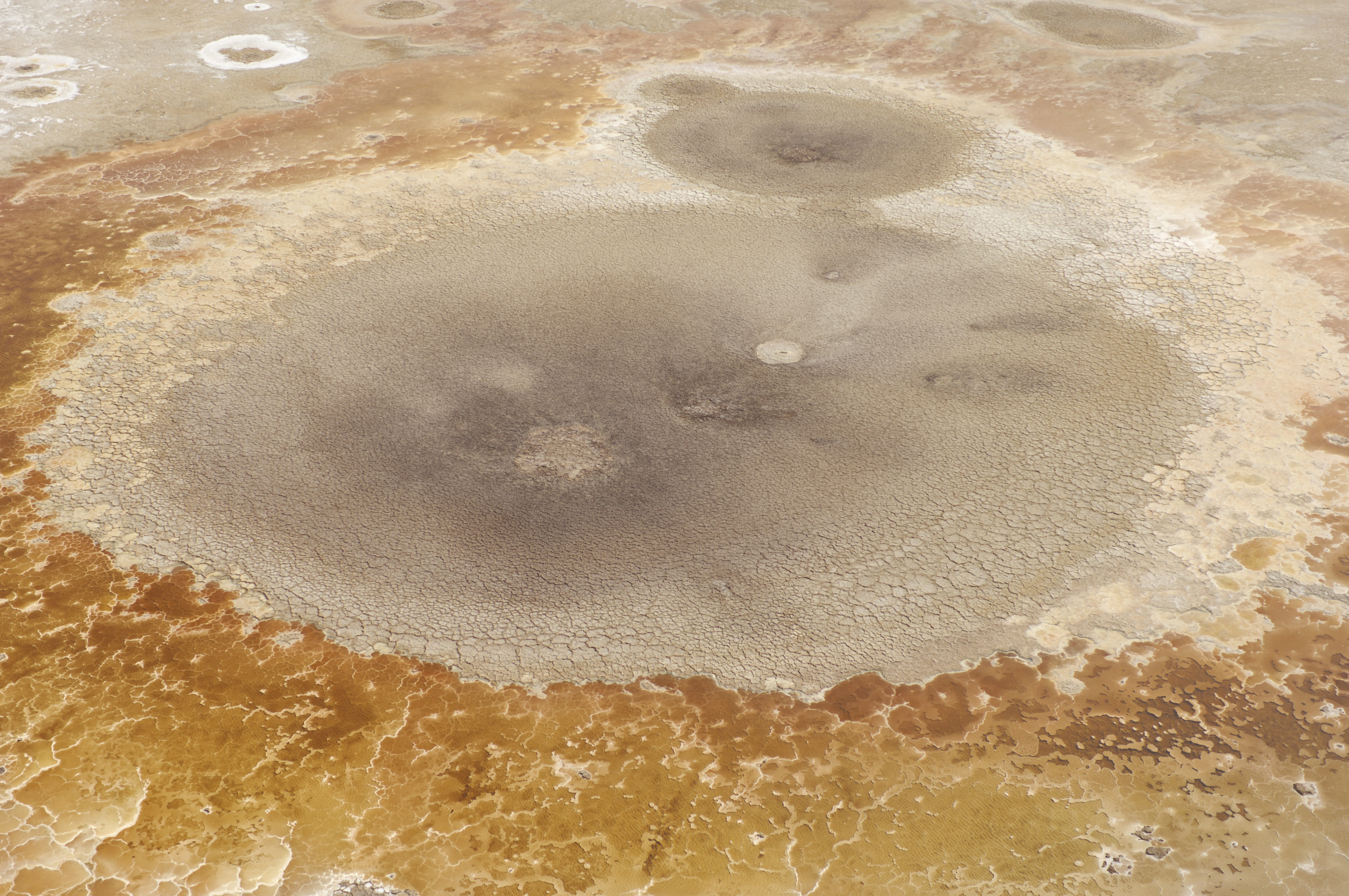
Kráterszerű sóalakzat kialakulása a Holt-tengernél (légifelvétel 120 m magasságból)